# Марти, Курт
Курт Ма́рти (нем. Kurt Marti; 31 января 1921, Берн, Швейцария — 11 февраля 2017, там же) — швейцарский поэт, прозаик, пастор, теолог.

## Биография
Родился в семье бернского нотариуса.
Вместе с Фридрихом Дюрренматтом он посещал «Свободную гимназию» в Берне, частную школу с христианским уклоном.
После ее окончания проучился пару семестров на юридическом факультете Бернского университета, прежде чем решил изучать протестантскую теологию, сначала в Бернском университете, затем (в 1945—1946 годах) при Базельском университете.
Одним из его учителей был Карл Барт, диалектическая теология которого оказала на Марти сильное влияние.
В 1947—1948 годах в качестве представителя Всемирного совета церквей на протяжении десяти месяцев выполнял пасторские обязанности для военнопленных в послевоенном Париже.
В 1948—1949 годах выполнял пасторскую службу в Лаймисвиле, с 1950 года — в Нидерленце. С 1961 по 1983 год служил пастором в церкви Nydeggkirche в Берне. В 1983 году ушёл в отставку.
В 2006 году досрочно передал свои работы в распоряжение Швейцарского литературного архива.

## Творчество
Произведения Курта Марти в России практически не переводилось. Исключение составляют несколько стихотворений, переведённых Вячеславом Куприяновым, и несколько новелл («Неинтересный человек», «Франц Видеркер защищает свою репутацию, или Объективная реальность часто выручает»), вышедших в сборнике «Современная швейцарская новелла» ещё в 1987 году.

### Поэзия
- Boulevard Bikini. Сборник стихов. Биль, 1959.
- Republikanische Gedichte. Санкт-Галлен, 1959.
- Gedichte am Rand. Кёльн, 1963.
- Gedichte, Alfabeete & Cymbalklang. Берлин, 1974, ISBN 3-87352-011-7.
- Meergedichte Alpengedichte. Берлин, 1980, ISBN 3-87352-028-1.
- Rosa Loui. Vierzg Gedicht ir Bärner Umgangsschprach. Нойвид, 1967.
- Leichenreden. Сборник стихов. Дармштадт, 1969.
- Heil-Vetia. Etwas wie ein Gedicht. Базель, 1971.
- Paraburi. Eine Sprachtraube. Берн, 1972.
- Undereinisch. Gedicht ir Bärner Umgangssprach. Дармштадт-Нойвид, 1973.
- Meergedichte, Alpengedichte. Берлин, 1975.
- Nancy Neujahr & Co. Леверкузен, 1976
- Abendland. Gedichte. Дармштадт-Нойвид, 1980.
- Mein barfüßig Lob. Gedichte. Дармштадт-Нойвид,1987.
- Der Geiger von Brig. Helvetische Jubelgedichte. Базель, 1991.
- Kleine Zeitrevue. Erzählgedichte. Цюрих, 1999.
- Der Traum geboren zu sein. Ausgewählte Gedichte. Цюрих, 2003.
- Zoé Zebra. Neue Gedichte. Цюрих, 2004.

### Проза
- Dorfgeschichten. Sigbert Mohn, Gütersloh 1960
  - erweiterte Neuausgabe als: Wohnen zeitaus. Geschichten zwischen Dorf und Stadt. Цюрих, 1965.
    - veränderte Taschenbuchausgabe als: Dorfgeschichten. Нойвид, 1983.
- Die Schweiz und ihre Schriftsteller — die Schriftsteller und ihre Schweiz.Цюрих, 1966.
- Abratzky oder Die kleine Brockhütte. Дармштадт-Нойвид, 1971.
- Zum Beispiel: Bern 1972. Ein politisches Tagebuch. Дармштадт-Нойвид, 1973.
- Die Riesin. Ein Bericht. Дармштадт-Нойвид, 1975.
- Zärtlichkeit und Schmerz. Notizen. Дармштадт-Нойвид, 1979.
- Bürgerliche Geschichten. Дармштадт-Нойвид, 1981.
- Ruhe und Ordnung. Aufzeichnungen, Abschweifungen 1980—1983 Дармштадт-Нойвид, 1984.
- Tagebuch mit Bäumen. Дармштадт-Нойвид, 1985.
- Nachtgeschichten. Дармштадт-Нойвид, 1987.
- Herausgehoben. Notizen und Details. Штутгарт, 1990.
- Högerland. Ein Fußgängerbuch. Франкфурт на Майне, 1990.
- Im Sternzeichen des Esels. Sätze, Sprünge, Spiralen. Цюрих, 1995.
- Ein Topf voll Zeit 1928—1948. Цюрих, 2008.
- Notizen und Details 1964—2007. Цюрих, 2010.
- Heilige Vergänglichkeit. Spätsätze. Штутгарт, 2010.

### Теологические работы
- Dialog Christ — Marxist. Цюрих, 1972.
- «Der Mensch ist nicht für das Christentum da». Ein Streitgespräch über Gott und die Welt zwischen einem Christen und einem Agnostiker (в соавторстве с Робертом Малером). Гамбург,1977.
  - neu aufgelegt als: Damit der Mensch endlich wird, was er sein könnte. Цюрих, 1993.
    - nochmals neu aufgelegt als: Woher eine Ethik nehmen? Streitgespräch über Vernunft und Glauben. Nagel & Kimche, Цюрих, 2002.
- Lachen Weinen Lieben. Ermutigungen zum Leben. Штутгарт, 1985.
- Zart und genau. Reflexionen — Geschichten — Gedichte — Predigten. Берлин, 1985.
- Die gesellige Gottheit. Ein Diskurs. Штутгарт, 1989.
- Erinnerungen an die DDR und einige ihrer Christen. Цюрих, 1994.
- Fromme Geschichten. Штутгарт, 1994.
- Prediger Salomo. Weisheit inmitten der Globalisierung. Штутгарт, 2002.
- Gott im Diesseits. Versuche zu verstehen. Штутгарт, 2005.